# Aechmea lamarchei
Espèce
Classification phylogénétique
Aechmea lamarchei est une espèce de plantes à fleurs de la famille des Bromeliaceae, endémique de la forêt atlantique (mata atlântica en portugais) au Brésil.

## Synonymes
- Aechmea chlorophylla L.B.Sm.[1] ;
- Aechmea lagenaria Mez[1] ;
- Macrochordion chlorophylla (L.B.Sm.) L.B.Sm. & W.J.Kress[1] ;
- Macrochordion lagenarium E.Morren ex Mez [non valide][1] ;
- Macrochordion lamarchei (Mez) L.B.Sm. & W.J.Kress[1] ;
- Macrochordion lamarckii E.Morren ex Baker [non valide][1].

## Distribution
L'espèce est endémique des États du sud et du sud-est du Brésil, du Minas Gerais à Espírito Santo.

## Description
L'espèce est épiphyte.